# Campionati italiani assoluti di tennis

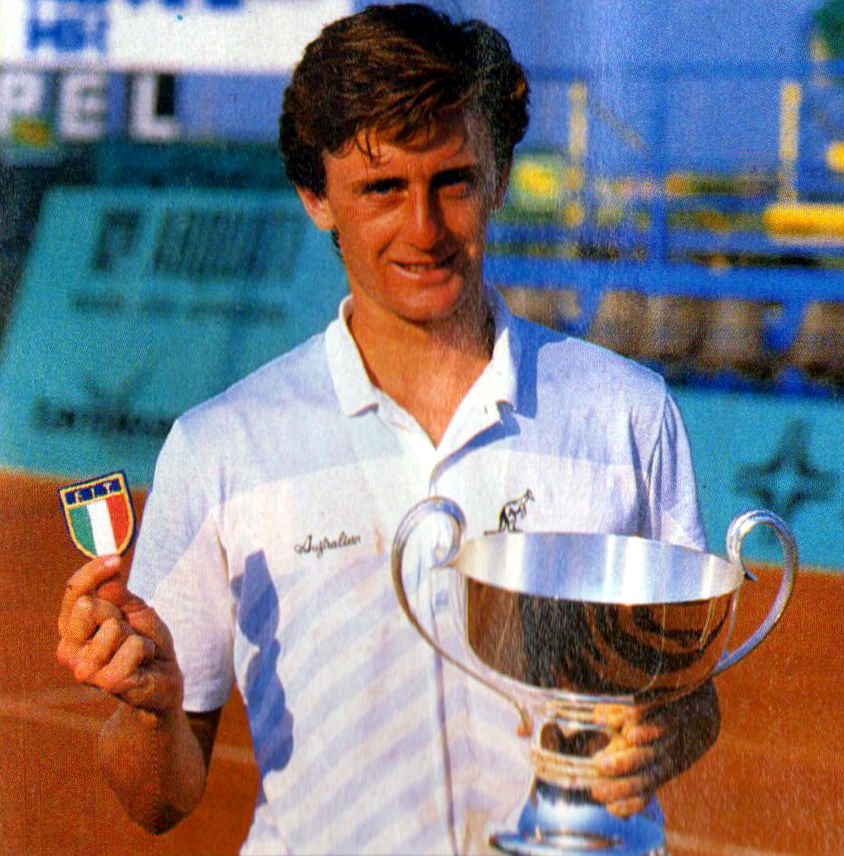
Paolo Canè mostra lo scudetto vinto agli Assoluti di Bari nel 1986

I Campionati italiani assoluti di tennis sono i campionati nazionali italiani di tennis organizzati dalla Federazione Italiana Tennis dal 1895 al 2004 e nuovamente nel 2020. Nel 2005 il torneo non si disputò, ma la Federazione Italiana Tennis omaggiò con lo scudetto Filippo Volandri e Francesca Schiavone, primi tennisti azzurri nei ranking ATP e WTA.

## Titoli
- Singolare maschile
- Singolare femminile
- Doppio maschile (fino al 2000)
- Doppio femminile (fino al 2000)
- Doppio misto (fino al 1984)

## Albo d'oro
| anno      | singolare maschile | singolare femminile | doppio maschile               | doppio femminile             | doppio misto               |
| --------- | ------------------ | ------------------- | ----------------------------- | ---------------------------- | -------------------------- |
| 1895      | G. De Martino      |                     | G. De Martino - U. De Martino |                              |                            |
| 1896      | L. de Minerbi      |                     |                               |                              |                            |
| 1897      | L. de Minerbi      |                     |                               |                              |                            |
| 1898      | L. de Minerbi      |                     |                               |                              |                            |
| 1911      | G. De Martino      |                     |                               |                              |                            |
| 1912      | Suzzi              |                     |                               |                              |                            |
| 1913      | Suzzi              | R. De Bellegarde    | Colombo - Suzzi               |                              | R. De Bellegarde - Suzzi   |
| 1914      | Balbi              | R. De Bellegarde    | Balbi - R. Sabbadini          |                              | Perelli - Prouse           |
| 1919      | Colombo            | Gagliardi           | Colombo - Suzzi               |                              | Perelli - Colombo          |
| 1920      | R. Sabbadini       | Gagliardi           | Balbi - R. Sabbadini          |                              | Perelli - Colombo          |
| 1921      | Balbi              | Gagliardi           | Balbi - Colombo               |                              | Gagliardi - Sabbadini      |
| 1922      | Colombo            | Gagliardi           | Balbi - Colombo               |                              | Gagliardi - Sabbadini      |
| 1923      | R. Sabbadini       | Perelli             | R. Sabbadini - C. Serventi    | Gagliardi - Sabbadini        | Gagliardi - Sabbadini      |
| 1924      | C. Serventi        | Gagliardi           | A. Serventi - C. Serventi     | Antra - Gagliardi            | Gagliardi - Gaslini        |
| 1925      | D'Avalos           | Perelli             | D'Avalos - C. Serventi        | Maud Maquay - Margery Maquay | Perelli - Colombo          |
| 1926      | Balbi              | Valerio             | Balbi - Gaslini               |                              | Valerio - Bonzi            |
| 1927      | Balbi              | Valerio             | Del Bono - De Minerbi         | Perelli - V. Valerio         | Valerio - D'Avalos         |
| 1928      | Sertorio           | Valerio             | De Martino - De Martino       | Gagliardi - Luzzatti         | Perelli - J. De Martino    |
| 1929      | C. Serventi        | Valerio             | Bonzi - C. Serventi           |                              | Valerio - Bonzi            |
| 1930      | De Stefani         | Valerio             | De Martino - De Martino       |                              | Valerio - De Stefani       |
| 1931      | O. de Minerbi      | Valerio             | Gaslini - Sertorio            | Gagliardi - Luzzatti         | Valerio - Gaslini          |
| 1932      | Palmieri           | Valerio             | Palmieri - Rado               | Gagliardi - Luzzatti         | Valerio - Gaslini          |
| 1933      | Palmieri           | Valerio             | Quintavalle - Taroni          | Luzzatti - Riboli            | Luzzatti - Palmieri        |
| 1934      | Palmieri           | Valerio             | Cesura - Del Bono             | Luzzatti - Orlandini         | Luzzatti - Palmieri        |
| 1935      | Palmieri           | Valerio             | Quintavalle - Taroni          | Luzzatti - Orlandini         | Orlandini - Quintavalle    |
| 1936      | Palmieri           | Tonolli             | Quintavalle - Taroni          | Luzzatti - Rosaspina         | Tonolli - Quintavalle      |
| 1937      | Taroni             | Frisacco            | Quintavalle - Taroni          | Sandonnino - Tonolli         | Sandonnino - Taroni        |
| 1938      | Canepele           | Frisacco            | Cucelli - Vido                | Sandonnino - Tonolli         | Tonolli - Vido             |
| 1939      | Canepele           | Manzullo            | Canepele - De Stefani         | Sandonnino - Tonolli         | Tonolli - Romanoni         |
| 1940      | M. Del Bello       | Tonolli             | Cucelli - M. Del Bello        | Gaviraghi - Tonolli          | Tonolli - Romanoni         |
| 1941      | Cucelli            | Bossi               | Cucelli - M. Del Bello        | Bossi - Sandonnino           | Aliata - M. Del Bello      |
| 1942      | Romanoni           | Bossi               | Cucelli - M. Del Bello        | Bossi - Sandonnino           | Aliata - M. Del Bello      |
| 1945      | Cucelli            | Riboli              | Cucelli - M. Del Bello        |                              |                            |
| 1946      | Cucelli            | Bossi               | Bossi - Cucelli               | Gaviraghi - Manfredi         | Bossi - Bossi              |
| 1947      | Cucelli            | Bossi               | Cucelli - Sada                | Annigoni - Bologna           | Migliori - Belardinelli    |
| 1948      | Cucelli            | Bossi               | Cucelli - Sada                | Manfredi - Migliori          | Migliori - Belardinelli    |
| 1949      | Canepele           | Bossi               | Belardinelli - R. Del Bello   | Manfredi - Migliori          | Migliori - Belardinelli    |
| 1950      | R. Del Bello       | Manfredi            | Cucelli - M. Del Bello        | Bologna - Manfredi           | Migliori - Belardinelli    |
| 1951      | Gardini            | Migliori            | Belardinelli - R. Del Bello   | Bologna - Manfredi           | Migliori - Belardinelli    |
| 1952      | Gardini            | Lazzarino           | Cucelli - M. Del Bello        | Bologna - Manfredi           | Lazzarino - Fachini        |
| 1953      | Gardini            | Lazzarino           | Cucelli - M. Del Bello        | Manfredi - Ramorino          | Tonolli - M. Del Bello     |
| 1954      | Gardini            | Lazzarino           | Fachini - Pietrangeli         | Bossi-Bellani - Migliori     | Pericoli - Fachini         |
| 1955      | Gardini            | Migliori            | Pietrangeli - Sirola          | Migliori - Pericoli          | Pericoli - Fachini         |
| 1956      | Merlo              | Lazzarino           | Pietrangeli - Sirola          | Bossi-Bellani - Pericoli     | Migliori - Sirola          |
| 1957      | Merlo              | Lazzarino           | Pietrangeli - Sirola          | Bossi-Bellani - Pericoli     | Migliori - Fachini         |
| 1958      | Pietrangeli        | Pericoli            | Pietrangeli - Sirola          | Bossi-Bellani - Pericoli     | Migliori - Jacobini        |
| 1959      | Pietrangeli        | Lazzarino           | Pietrangeli - Sirola          | Migliori - Riedl             | Lazzarino - Sirola         |
| 1960      | Merlo              | Lazzarino           | Pietrangeli - Sirola          | Lazzarino - Pericoli         | Bassi - Jacobini           |
| 1961      | Gardini            | Riedl               | Jacobini - Pirro              | Bassi - Riedl                | Gordigiani - Jacobini      |
| 1962      | Gardini            | Pericoli            | Pietrangeli - Sirola          | Lazzarino - Pericoli         | Gordigiani - Pirro         |
| 1963      | Merlo              | Riedl               | Pietrangeli - Sirola          | Migliori - Riedl             | Beltrame - Pirro           |
| 1964      | Pietrangeli        | Gordigiani          | Pietrangeli - Sirola          | Giorgi - Perna               | Beltrame - Pirro           |
| 1965      | Pietrangeli        | Riedl               | Pietrangeli - Sirola          | Giorgi - Perna               | Beltrame - Pirro           |
| 1966      | Maioli             | Pericoli            | Maioli - Tacchini             | Beltrame - Gordigiani        | Beltrame - Pirro           |
| 1967      | Pietrangeli        | Pericoli            | Pietrangeli - Tacchini        | Migliori - Pericoli          | Pericoli - Pietrangeli     |
| 1968      | Pietrangeli        | Pericoli            | Pietrangeli - Tacchini        | Beltrame - Giorgi            | Gobbò - Fachini            |
| 1969      | Pietrangeli        | Riedl               | Marzano - A. Panatta          | Bassi - Riedl                | Beltrame - Di Domenico     |
| 1970      | A. Panatta         | Pericoli            | Maioli - Tacchini             | Bassi - Pericoli             | Giorgi - F. Bartoni        |
| 1971      | A. Panatta         | Pericoli            | Maioli - Tacchini             | Giorgi - Nasuelli            | Pericoli - Maioli          |
| 1972      | A. Panatta         | Bassi               | A. Panatta - Pietrangeli      | Bassi - Giorgi               | Pericoli - Maioli          |
| 1973      | A. Panatta         | Pericoli            | Bertolucci - A. Panatta       | Bassi - Pericoli             | Bassi - Marzano            |
| 1974      | A. Panatta         | Pericoli            | Bertolucci - A. Panatta       | Bassi - Pericoli             | Nasuelli - Bertolucci      |
| 1975      | A. Panatta         | Pericoli            | Di Domenico - Vattuone        | Bassi - Pericoli             | Pericoli - A. Panatta      |
| 1976      | Barazzutti         | Porzio              | Maioli - Ocleppo              | Porzio - Vido                | Rosa - Vattuone            |
| 1977      | Barazzutti         | Porzio              | Franchitti - Marzano          | Porzio - Vido                | Nasuelli - Girardelli      |
| 1978      | Barazzutti         | Simmonds            | Marchetti - Vattuone          | Porzio - Simmonds            | Nasuelli - Girardelli      |
| 1979      | Barazzutti         | Nasuelli            | Marchetti - Vattuone          | Nasuelli - Giorgi            | Nasuelli - Girardelli      |
| 1980      | Barazzutti         | Simmonds            | A. Panatta - C. Panatta       | Collodel - Murgo             | Ippoliti - Binaghi         |
| 1981      | Barazzutti         | Nesti               | A. Panatta - C. Panatta       | Ferrando - Porzio            | Cicognani - R. Ricci Bitti |
| 1982      | Barazzutti         | Iualè               | A. Panatta - C. Panatta       | Romanò - Virgintino          | Villaverde - Franchitti    |
| 1983      | Cancellotti        | Bonsignori          | Barazzutti - C. Panatta       | Cecchini - Raiteri           | Ippoliti - Binaghi         |
| 1984      | Cancellotti        | Reggi               | Cierro - Zampieri             | Garrone - Romanò             | Murgo - De Minicis         |
| 1985      | C. Panatta         | Garrone             | Colombo - Ocleppo             | Monsignore - Romanò          |                            |
| 1986      | Canè               | Garrone             | Canè - Colombo                | Garrone - Nozzoli            |                            |
| 1987      | Colombo            | Golarsa             | Pennisi - Restelli            | Garrone - Nozzoli            |                            |
| 1988      | Narducci           | Garrone             | Cierro - De Minicis           | Casini - Isidori             |                            |
| 1989      | Camporese          | Mugnaini            | Canè - Cancellotti            | Baudone - Farina             |                            |
| 1990      | Pistolesi          | Piccolini           | Beraldo - Gaudenzi            | Garrone - Isidori            |                            |
| 1991      | Cierro             | Piccolini           | Cierro - De Minicis           | Cecchini - Garrone           |                            |
| 1992      | Cierro             | Piccolini           | Valeri - Albani               | Grossi - Lapi                |                            |
| 1993      | Pescosolido        | Grande              | Ardinghi - Messori            | Farina - Ferrando            |                            |
| 1995      | Bruno              | Lubiani             | Bruno - Tieleman              | Perfetti - Pizzichini        |                            |
| 1996      | Nargiso            | Farina              | Bertolini - Navarra           | Perfetti - Pizzichini        |                            |
| 1997      | Pescosolido        | Grande              | Brandi - Messori              | Grande - Lubiani             |                            |
| 1998      | Caratti            | Grande              | Caratti - M. Meneschincheri   | Grande - Lubiani             |                            |
| 1999      | Pozzi              | Grande              | Galimberti - Nargiso          | Golarsa - Indemini           |                            |
| 2000      | Galvani            | Farina              | Bracciali - Nargiso           | Canepa - Pizzichini          |                            |
| 2001      | Galimberti         | Garbin              |                               |                              |                            |
| 2002      | Starace            | Vierin              |                               |                              |                            |
| 2003      | Bracciali          | Brianti             |                               |                              |                            |
| 2004      | Dell'Acqua         | Sassi               |                               |                              |                            |
| 2005-2019 | Non disputato      | Non disputato       | Non disputato                 | Non disputato                | Non disputato              |
| 2020      | Sonego             | Paolini             |                               |                              |                            |

## Le finali del singolare maschile dal 1939
| Anno      | Vincitore             | Finalista                                           | Punteggio                 | Sede                     |
| 1939      | Vanni Canepele        | 2° Francesco Romanoni (girone finale a 4 giocatori) |                           | Milano                   |
| 1940      | Marcello Del Bello    | 2° Gianni Cucelli (girone finale a 4 giocatori      |                           | Roma                     |
| 1941      | Gianni Cucelli        | 2° Giorgio De Stefani (girone finale a 4 giocatori) |                           | Bologna                  |
| 1942      | Francesco Romanoni    | 2° Marcello Del Bello (girone finale a 4 giocatori) |                           | Milano                   |
| 1943-1944 | Non disputato         | Non disputato                                       | Non disputato             |                          |
| 1945      | Gianni Cucelli        | 2° Vanni Canepele (girone finale a 4 giocatori)     |                           | Milano                   |
| 1946      | Gianni Cucelli        | Marcello Del Bello                                  | 6-4, 3-6, 6-3, 6-4        | Torino                   |
| 1947      | Gianni Cucelli        | non disponibile                                     |                           | Milano                   |
| 1948      | Gianni Cucelli        | Vanni Canepele                                      | 7-5, 1-6, 4-6, 6-0, 8-6   | Milano                   |
| 1949      | Vanni Canepele        | Rolando Del Bello                                   |                           | Bologna                  |
| 1950      | Rolando Del Bello     | Marcello Del Bello                                  | 6-2, 6-3, 4-6, 6-3        | Palermo                  |
| 1951      | Fausto Gardini        | 2° Giuseppe Merlo (girone finale a 4 giocatori)     |                           | Milano                   |
| 1952      | Fausto Gardini        | 2° Marcello Del Bello (girone finale a 4 giocatori) |                           | Milano                   |
| 1953      | Fausto Gardini        | 2° Marcello Del Bello (girone finale a 4 giocatori) |                           | Palermo                  |
| 1954      | Fausto Gardini        | 2° Nicola Pietrangeli (girone finale a 4 giocatori) |                           | Milano                   |
| 1955      | Fausto Gardini        | 2° Giuseppe Merlo (girone finale a 4 giocatori)     |                           | Roma                     |
| 1956      | Giuseppe Merlo        | Nicola Pietrangeli                                  | 8-6, 6-3, 2-6, 1-6, 7-5   | Milano                   |
| 1957      | Giuseppe Merlo        | Orlando Sirola                                      | 10-12, 6-2, 6-4, 3-6, 9-7 | Milano                   |
| 1958      | Nicola Pietrangeli    | Orlando Sirola                                      | 7-5, 9-7, 7-5             | Bologna                  |
| 1959      | Nicola Pietrangeli    | Orlando Sirola                                      | 3-6, 6-2, 6-0, 6-4        | Milano                   |
| 1960      | Giuseppe Merlo        | Sergio Tacchini                                     | 6-3, 6-1, 6-1             | Bologna                  |
| 1961      | Fausto Gardini        | Nicola Pietrangeli                                  | 6-3, 2-6, 5-7, 9-7, 6-2   | Milano                   |
| 1962      | Fausto Gardini        | Nicola Pietrangeli                                  | 6-2, 6-4, 4-6, 7-5        | Torino                   |
| 1963      | Giuseppe Merlo        | Sergio Tacchini                                     | 6-1, 6-2, 6-4             | Torino                   |
| 1964      | Nicola Pietrangeli    | Sergio Tacchini                                     | 6-0, 6-3, 6-2             | Sanremo                  |
| 1965      | Nicola Pietrangeli    | Giuseppe Merlo                                      | 6-4, 6-2, 6-2             | Bari                     |
| 1966      | Giordano Maioli       | Nicola Pietrangeli                                  | 6-3, 6-4, 6-0             | Catania                  |
| 1967      | Nicola Pietrangeli    | Giordano Maioli                                     | 6-1, 0-6, 2-6, 6-1, 6-2   | R. Emilia                |
| 1968      | Nicola Pietrangeli    | Eugenio Castigliano                                 | 6-3, 6-1, 5-7, 6-2        | Milano                   |
| 1969      | Nicola Pietrangeli    | Ezio Di Matteo                                      | 6-2, 6-3, 7-5             | Verona                   |
| 1970      | Adriano Panatta       | Nicola Pietrangeli                                  | 6-1, 3-6, 3-6, 10-8, 6-4  | Bologna                  |
| 1971      | Adriano Panatta       | Nicola Pietrangeli                                  | 6-4, 2-6, 6-1, 7-9, 6-4   | Firenze                  |
| 1972      | Adriano Panatta       | Paolo Bertolucci                                    | 6-2, 6-2, 6-2             | Roma                     |
| 1973      | Adriano Panatta       | Paolo Bertolucci                                    | 6-2, 6-4, 6-3             | Perugia                  |
| 1974      | Adriano Panatta       | Corrado Barazzutti                                  | 3-6, 2-6, 6-2, 6-3, 6-2   | Palermo                  |
| 1975      | Adriano Panatta       | Paolo Bertolucci                                    | 1-6, 6-2, 6-2, 3-6, 6-3   | Bari                     |
| 1976      | Corrado Barazzutti    | Roberto Lombardi                                    | 6-2, 6-2, 6-1             | Pescara                  |
| 1977      | Corrado Barazzutti    | Vincenzo Franchitti                                 | 6-4, 6-3, 7-5             | Napoli                   |
| 1978      | Corrado Barazzutti    | Gianluca Rinaldini                                  | 6-3, 6-2, 6-4             | Parma                    |
| 1979      | Corrado Barazzutti    | Gianni Ocleppo                                      | 5-7, 6-4, 3-6, 6-1, 6-1   | Padova                   |
| 1980      | Corrado Barazzutti    | Gianni Ocleppo                                      | 5-7, 6-0, 6-1, 6-2        | Prato                    |
| 1981      | Corrado Barazzutti    | Gianluca Rinaldini                                  | 6-3, 7-6, 1-6, 6-4        | R. Emilia                |
| 1982      | Corrado Barazzutti    | Claudio Panatta                                     | 6-1, 7-6, 4-6, 3-6, 6-4   | Sanremo                  |
| 1983      | Francesco Cancellotti | Paolo Canè                                          | 6-1, 7-5, 6-4             | Napoli                   |
| 1984      | Francesco Cancellotti | Michele Fioroni                                     | 6-3, 2-6, 6-4, 6-0        | Perugia                  |
| 1985      | Claudio Panatta       | Simone Colombo                                      | 6-3, 7-6, 6-4             | Torino                   |
| 1986      | Paolo Canè            | Corrado Aprili                                      | 7-6, 6-4, 6-2             | Bari                     |
| 1987      | Simone Colombo        | Massimiliano Narducci                               | 5-7, 6-4, 6-2, 6-2        | Firenze                  |
| 1988      | Massimiliano Narducci | Alessandro Baldoni                                  | 6-3, 6-3, 6-3             | Cagliari                 |
| 1989      | Omar Camporese        | Paolo Canè                                          | 7-6, 7-5, 1-0 rit         | Bologna                  |
| 1990      | Claudio Pistolesi     | Massimo Boscatto                                    | 6-2, 6-4, 6-3             | Salerno                  |
| 1991      | Massimo Cierro        | Paolo Pambianco                                     | 6-0, 6-2, rit.            | Ancona                   |
| 1992      | Massimo Cierro        | Massimo Valeri                                      | 4-6, 6-1, 4-6, 6-2, 6-4   | Verona                   |
| 1993      | Stefano Pescosolido   | Paolo Canè                                          | 6-3, 7-6                  | Montecatini (i)          |
| 1994      | Non disputato         | Non disputato                                       | Non disputato             |                          |
| 1995      | Nicola Bruno          | Laurence Tieleman                                   | 6-4, 6-7, 6-3             | Cesena (i)               |
| 1996      | Diego Nargiso         | Massimo Valeri                                      | 4-6, 6-3, 6-4             | Milano (i)               |
| 1997      | Stefano Pescosolido   | Filippo Messori                                     | 6-0, 6-0                  | Milano (i)               |
| 1998      | Cristiano Caratti     | Vincenzo Santopadre                                 | 6-4, 6-4                  | Milano (i)               |
| 1999      | Gianluca Pozzi        | Stefano Pescosolido                                 | 6-7, 7-5, 6-3             | Milano (i)               |
| 2000      | Stefano Galvani       | Daniele Musa                                        | 6-1, 7-5                  | Roseto degli Abruzzi (i) |
| 2001      | Giorgio Galimberti    | Federico Luzzi                                      | 6-1, 6-3                  | R. Emilia (i)            |
| 2002      | Potito Starace        | Leonardo Azzaro                                     | 6-1, 6-3                  | Moncalieri (i)           |
| 2003      | Daniele Bracciali     | Federico Luzzi                                      | 6-1, 6-4                  | Arezzo (i)               |
| 2004      | Massimo Dell’Acqua    | Paolo Lorenzi                                       | 6-7, 7-6, 6-2             | Arezzo (i)               |
| 2005-2019 | Non disputato         | Non disputato                                       | Non disputato             |                          |
| 2020      | Lorenzo Sonego        | Andrea Arnaboldi                                    | 6-4, 6-3                  | Todi                     |